# Делень
Деле́нь (до 1944 року — Давлет-Агач) — село Арцизької міської громади в Болградському районі Одеської області в Україні. Населення становить 2056 осіб станом на 2024 рік.

## Географія
Село Делень — центр колишньої сільської ради, яке розташовано на правому березі річки Аліяга, яка впадає в озеро Китай, за 25 км на відстані від районного центру та 9 км від залізничної станції Давлет-Агач (на лінії Арциз — Ізмаїл). Автострада Одеса — Нова Іванівка проходить через село Делень. У селі Балка Делень впадає в річку Аліягу.

## Назва
Стара назва села Давлет-Агач, у перекладі українською мовою означає «Царське дерево».

## Історія

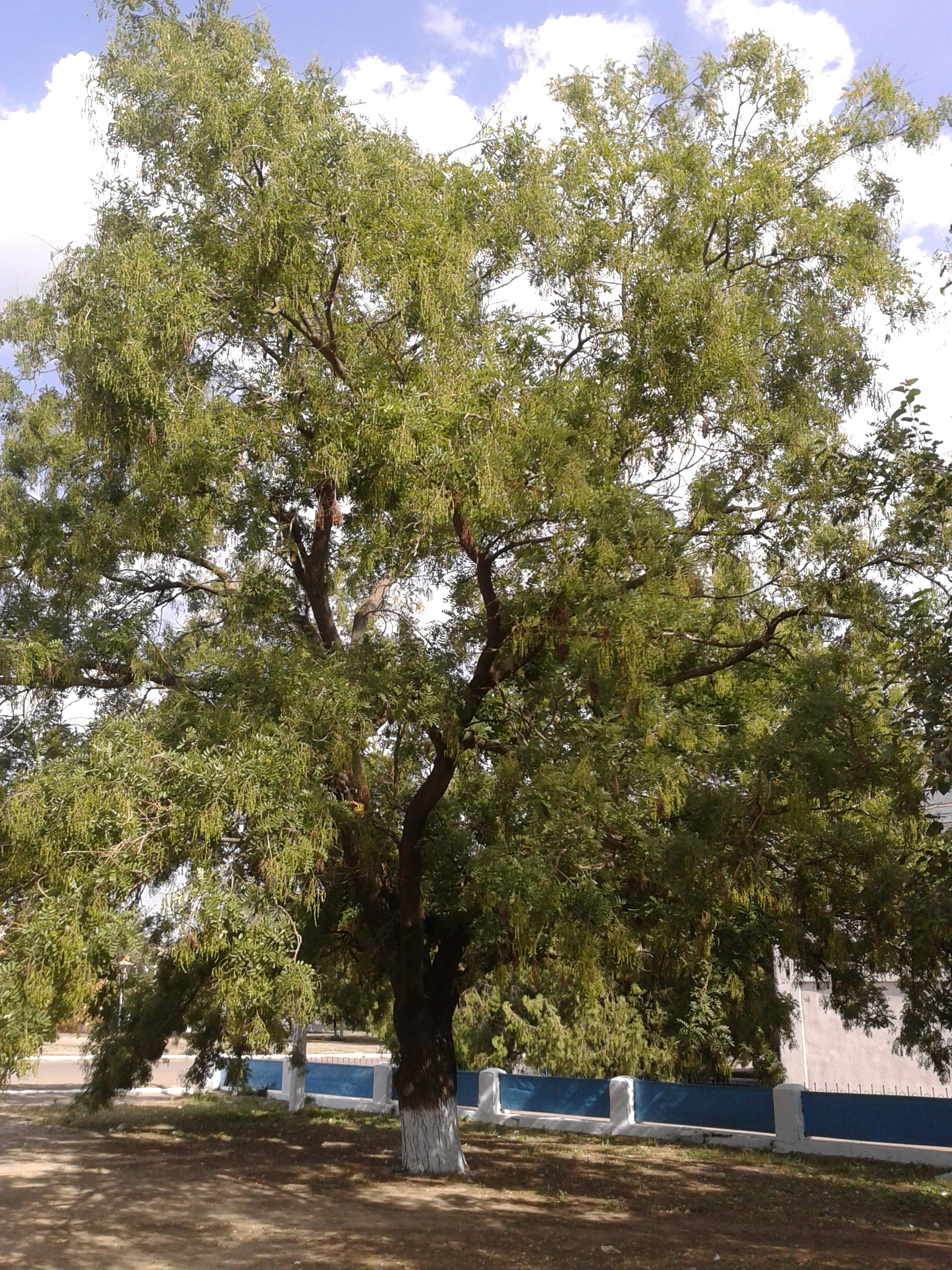
Софора XIX ст. — символ села Делень

Засноване в 1830 році біля колишнього татарського селища Давлет-Агач задунайськими болгарами, які переселилися сюди після російсько-турецької війни 1828—1829 рр. Основним заняттям переселенців було добування каменю.
На посаду опікуна переселенців був призначений заслужений генерал Іван Микитович Інзов. Він енергійно взявся за розподіл і організацію життя переселенців. Інзов займався цим в той час, коли почалось нове велике переселення болгар в Бессарабію (1829—1830 р.р.)
Генерал Інзов прагнув якомога повніше забезпечити переселенців будматеріалами, а нашим односельцям поталанило ще й тим, що на їхній території розташовувався кар"ер різного каменю. Щоправда, болгари не мали досвіду видобутку каменю, їм допомагали російські майстри, про що свідчать назви криниць неподалік від кар'єру «русскити клайянчата» (російські криниці). Незабаром самі переселенці стали зразковими каменярами.
Заняття мешканців села були різноманітні: землеробство, скотарство, різні ремесла: видобуток каменю, з'явились теслі, столяри, бондарі, шевці, скорняки, шорники і т. д.
За даними 1859 року у болгарській колонії Давлет-Агач Аккерманського повіту Бессарабської області мешкало 1159 осіб (611 чоловічої статі та 548 — жіночої), налічувалось 148 дворових господарств, існували православна церква, сільська школа, кордон прикордонної охорони.
Станом на 1886 рік у болгарській колонії Іваново-Болгарської волості мешкало 1920 осіб, налічувалось 252 дворових господарства, існували православна церква, школа, 2 лавки, винний склад.
За переписом 1897 року кількість мешканців зросла до 2661 особи (1319 чоловічої статі та 1242 — жіночої), з яких 2592 — православної віри.
У 1944 році в селі Делени Новоіванівського району Ізмаїльської області заснували сільську раду. В 1945 році організовано колгоспи «Більшовик», ім. Сталіна, ім. «Кірова». В 1949 році колгоспи ім. Сталіна та ім. Кирова об'єднались. В 1954 році після об'єднання залишився один колгосп ім. Сталіна. З 1967 року колгосп ім. Сталіна перейменовано в колгосп «50 років Жовтня».

## Сьогодення
У селі діє одне велике фермерське господарство «Деленське» та 19 дрібних приватних фермерських господарств. ФГ «Деленське» спеціалізується на рослинництві та виноградарстві.
Середня загальноосвітня школа розташована в центрі села. Школярів — 303, вчителів — 30. Дитячій дошкільний заклад «Васильок» на 100 місць. У селі 2 бібліотеки — шкільна та сільська з фондом 25 тис. примірників, читачів — 500 осіб. Лікує Деленська сільська лікарняна амбулаторія сімейної медицини. Діє православна церква Свято — Успенської богородиці.
При Деленському БК існує и діє народний ансамбль «Дулакчія» — директор БК и керівник ансамблю — Чербаджи П. П. Учасників ансамблю 25 осіб, переважно школярі. Неодноразово ансамбль брав участь у конкурсі «Таланти твої Україно» й постійно займає перше місце.
12 червня 2020 року, відповідно до Розпорядження Кабінету Міністрів України від № 724-р «Про визначення адміністративних центрів та затвердження територій територіальних громад Одеської області», увійшло до складу Арцизької міської територіальної громади.
19 липня 2020 року, в результаті адміністративно-територіальної реформи і ліквідації Арцизького району, село увійшло до складу новоутвореного Болградського району.

## Населення
Згідно з переписом 1989 року населення села становило 2996 осіб, з яких 1444 чоловіки та 1552 жінки.
За переписом населення 2001 року в селі мешкало 2560 осіб.

### Мова
Розподіл населення за рідною мовою за даними перепису 2001 року:
| Мова       | Відсоток |
| ---------- | -------- |
| болгарська | 92,17 %  |
| українська | 3,68 %   |
| російська  | 3,03 %   |
| молдовська | 0,61 %   |
| гагаузька  | 0,35 %   |

## Герб і прапор
Щит поділений (тридільно) вилоподібно. У першому зеленому полі — срібна голова барана з золотими рогами, яка повернута прямо. У другому червоному полі — срібна мурована арка, яка увінчана угорі кам'яною квіткою. У третьому срібному полі — червона баклага (бикліца), обтяжена золотим гроном винограду з листям. Щит розміщений у золотому картуші та увінчаний золотою сільською короною.

### Символіка
В основі герба композиція з трьох кольорів болгарського прапора — зеленого, червоного та срібного, яка символізує перших болгарських поселенців та єдність, добробут, мир і злагоду народів, які проживають у селі.
Голова барана вказує на одну з основних галузей тваринництва села — вівчарство. Арка — символ тріумфу каменярів і будівельників, які видобували у кар'єрі каміння та збудували село. Баклага для вина (бикліца) символізує гостинність, радість та весілля, а разом з виноградом вказує на поширення виноградарства у селі та є символом родючості та багатства. Зелений колір символізує родючість землі та процвітання сільського господарства, червоний — красу, мужність, боротьбу, срібний — чистоту та невинність.